# Valliant
Valliant – miasto w Stanach Zjednoczonych, w stanie Oklahoma, w hrabstwie McCurtain.